# Frederick Stone

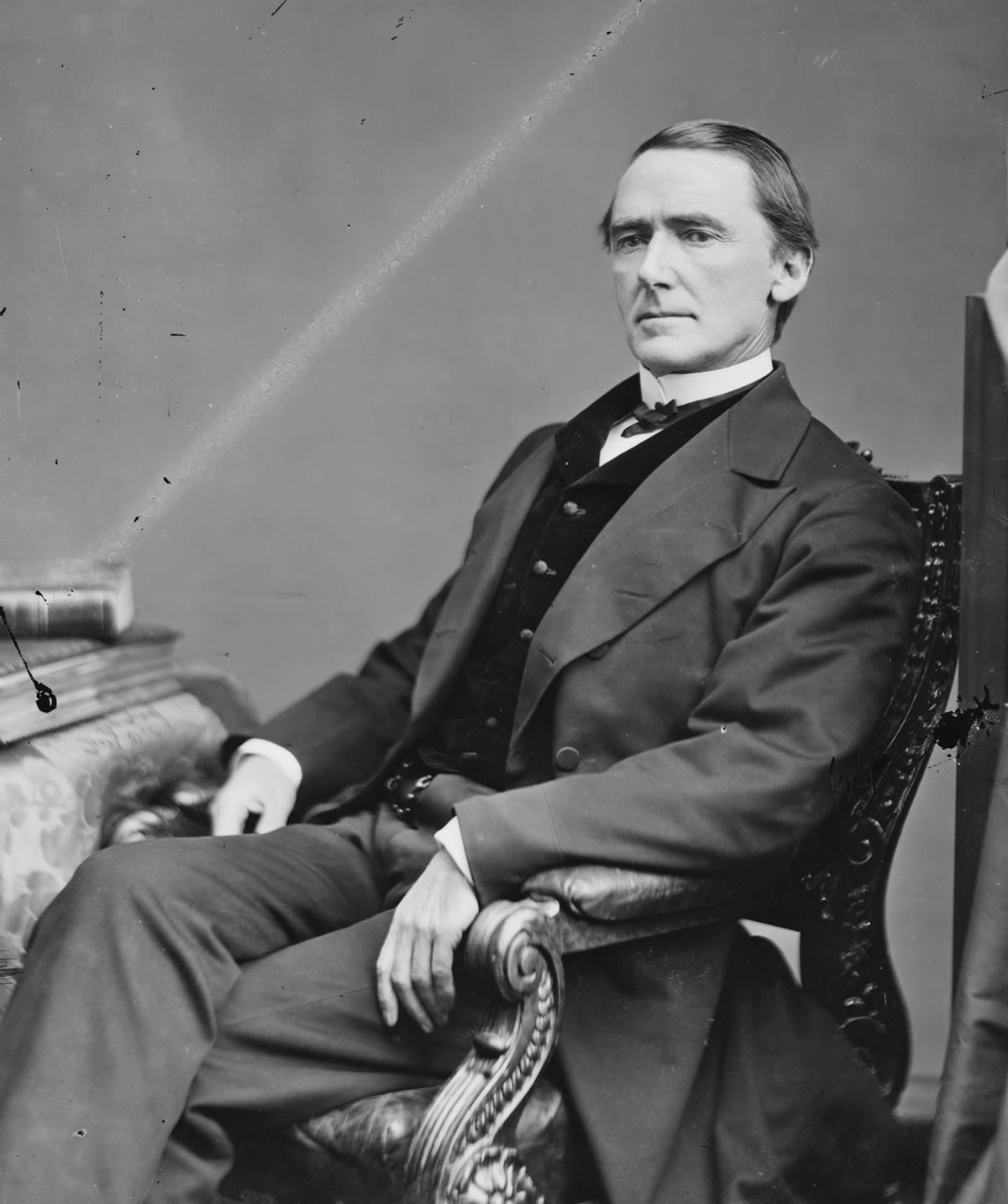
Frederick Stone

Frederick Stone (* 7. Februar 1820 im Charles County, Maryland; † 17. Oktober 1899 bei La Plata, Maryland) war ein US-amerikanischer Jurist und Politiker. Zwischen 1867 und 1871 vertrat er den Bundesstaat Maryland im US-Repräsentantenhaus.

## Werdegang
Frederick Stone war ein Enkel des Kongressabgeordneten Michael J. Stone (1747–1812).  Er besuchte bis 1839 das St. John’s College in Annapolis. Nach einem anschließenden Jurastudium und seiner 1841 erfolgten Zulassung als Rechtsanwalt begann er in Port Tobacco Village in diesem Beruf zu arbeiten. Im Jahr 1852 war er einer der Staatsbeauftragten zur Reform der Verhandlungsordnung an den Gerichten Marylands. Politisch war Stone Mitglied der Demokratischen Partei. In den Jahren 1864 und 1865 saß er im Abgeordnetenhaus von Maryland.
Bei den Kongresswahlen des Jahres 1866 wurde Stone im fünften Wahlbezirk seines Staates in das US-Repräsentantenhaus in Washington, D.C. gewählt, wo er am 4. März 1867 die Nachfolge von Benjamin Gwinn Harris antrat. Nach einer Wiederwahl konnte er bis zum 3. März 1871 zwei Legislaturperioden im Kongress absolvieren. Seine erste Amtszeit stand noch ganz im Zeichen des Konflikts zwischen Präsident Andrew Johnson und der Republikanischen Partei. Während seiner Zeit im Kongress wurden der 14. und der 15. Verfassungszusatz ratifiziert. Im Jahr 1870 wurde Stone nicht wiedergewählt.
Zwischen 1881 und 1890 war Frederick Stone Richter am Maryland Court of Appeals. Er starb am 17. Oktober 1899 nahe La Plata, wo er auch beigesetzt wurde.